# United Minds
United Minds är ett analysföretag som grundades år 1999 av Marie Söderqvist Tralau, Markus Uvell och Jonas Hellman. Företaget är en del av Weber Shandwick-nätverket och består i dag av cirka 20 konsulter. Bolaget specialiserar sig på bland annat marknadsanalys med utgångspunkt i omvärlden och strategiskt förändringsarbete. Företaget arbetar metodoberoende med så väl kvantitativa och kvalitativa undersökningar.  VD för företaget är sedan 2013 Karem Yazgan. I maj 2014 stod det klart att Weber Shandwick köper United Minds och Prime. Det blev också klart att Per Hallius blir ny ordförande för United Minds. Per Hallius är tidigare vd och senior partner på Boston Consulting Group 
Två av bolagets mest uppmärksammade projekt är Väljarbarometern i samarbete med Aftonbladet och The Metropolitan Report som tagits fram för Metro International. Bland kunderna finns Pågen, Försäkringskassan, Svenskt Näringsliv, Metro International och Bombardier Transportation. 
United Minds har vunnit en rad prestigefulla priser som bland annat SPINN Award och Sabre Award. Sabre Award är en av världens största tävlingar inom PR som arrangeras av The Holmes Report varje år. 2009 blev företaget framröstat till Nordic Agency of the Year av The Holmes Report.  I Sabre Award 2011 tog United Minds silver i kategorin Owned Media – External Publications med The Metropolitan Report, framtaget för Metro International. The Metropolitan Report var även tilldelat det Svenska Publishing-priset för bästa reportage 2011. 2013 tog Metropolitan Report #2 hem vinsten i Svenska Publishing-priset som bästa rapport.